# Armen Gilliam
Armon Louis Gilliam (ur. 28 maja 1964 w Pittsburghu, zm. 5 lipca 2011 w Bridgeville) – amerykański koszykarz oraz trener, mistrz świata z 1986 roku.
W 2005 roku powrócił do koszykówki na jeden sezon, obejmując stanowisko grającego trenera w zespole Pittsburgh Xplosion, w lidze (ABA).
Zmarł w 2011 roku na skutek ataku serca. Zdarzenie miało miejsce podczas amatorskiego meczu koszykówki w LA Fitness (Bridgeville).

## Osiągnięcia
Na podstawie, o ile nie zaznaczono inaczej.
NCAA
- Uczestnik:
  - rozgrywek NCAA Final Four (1987)
  - rozgrywek Sweet Sixteen turnieju NCAA (1986, 1987)
  - turnieju NCAA (1985, 1986, 1987)
- Mistrz:
  - turnieju konferencji Mountain West (1985, 1986, 1987)
  - sezonu regularnego konferencji Mountain West (1985, 1986, 1987)
- Zawodnik roku konferencji Big West (1987)[3]
- Zaliczony do:
  - I składu turnieju NCAA Final Four (AP – 1987)[4]
  - II składu All-American (1987)
- Uczelnia UNLV zastrzegła należący do niego numer 35[1]

NBA
- Wybrany do I składu debiutantów NBA (1988)[5]
- Zawodnik tygodnia NBA (18.02.1996)
- Debiutant miesiąca NBA (styczeń 1988)

Inne
- MVP meczu gwiazd ABA (2006)
- Uczestnik meczu gwiazd ABA (2006)
- Zaliczony do II składu ABA (2006)[6]

Reprezentacja
- Mistrz świata (1986)[7]